# Menthonnex-en-Bornes
Menthonnex-en-Bornes é uma comuna francesa na região administrativa de Auvérnia-Ródano-Alpes, no departamento da Alta Saboia. Estende-se por uma área de 8.48 km². Em 2010 a comuna tinha 1 088 habitantes (densidade: 128,3 hab./km²).